# Elsa et Fred (film, 2014)
Pour les articles homonymes, voir Elsa et Fred.
Pour plus de détails, voir Fiche technique et Distribution.
Elsa et Fred (Elsa and Fred) est un film américain réalisé par Michael Radford, sorti en 2014. Il s'agit du remake du film argentin Elsa et Fred sorti en 2005.

## Synopsis
Fred Barcroft, 80 ans, récemment veuf, doit déménager contre son gré dans un appartement de la Nouvelle-Orléans, où il est voisin d'Elsa Hayes, 74 ans. Fred est aigri, et passe le plus clair de son temps allongé. Elsa est une romancière farouche et vive, qui rêve de «la douceur de vivre à Rome», comme celle vécue par Anita Ekberg dans le film La dolce vita. Malgré leurs tempéraments opposés, ils tombent amoureux.

## Fiche technique
- Titre : Elsa et Fred
- Titre original : Elsa and Fred
- Réalisation : Michael Radford
- Scénario : Anna Pavignano et Michael Radford
- Musique : Luis Bacalov
- Photographie : Michael McDonough
- Montage : Peter Boyle
- Production : Matthias Ehrenberg, Ricardo Kleinbaum, José Levy, Edward Saxon et Nicolas Veinberg
- Durée : 94 minutes
- Société de production : Cuatro Plus Films, Defiant Pictures, Creative Andina, Rio Negro, Riverside Entertainment Group et Media House Capital
- Société de distribution : Millennium Entertainment (États-Unis)
- Pays :  États-Unis,  Canada et  Mexique
- Date de sortie : 
  - 7 mars 2014 (Festival international du film de Miami)
  - 7 novembre 2014[1]

## Distribution
- Shirley MacLaine : Elsa Hayes

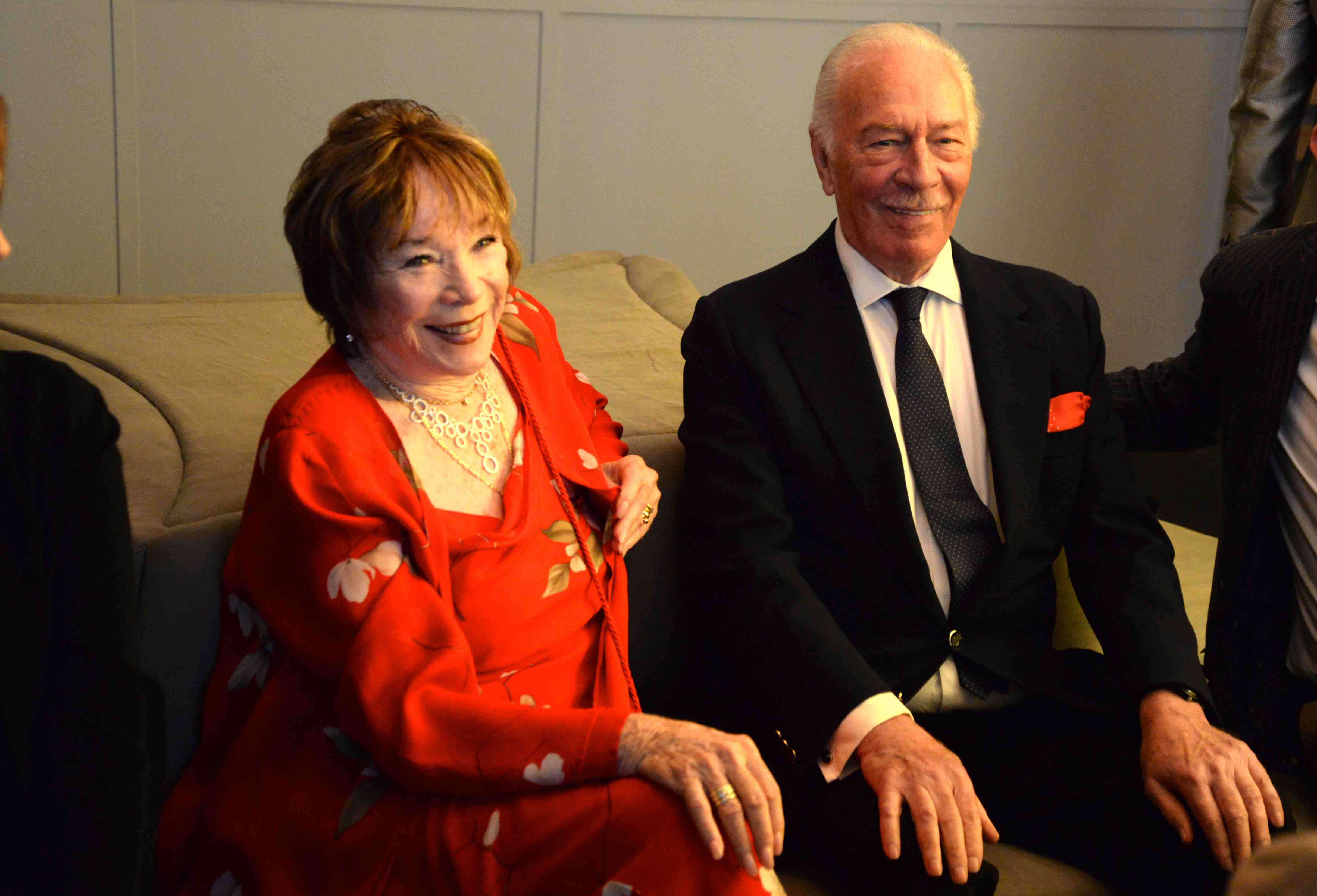
Shirley MacLaine et Christopher Plummer lors de la première du film au Festival de Miami

- Christopher Plummer : Fred Barcroft
- Marcia Gay Harden : Lydia Barcroft, sœur de Fred
- Chris Noth : Jack, mari de Lydia
- Jared Gilman : Michael
- Scott Bakula : Raymond Hayes
- Deanna Meske : Laura Hayes
- McCartney Bisgard : Carla Hayes
- Erika Alexander : Laverne
- Reg Rogers : Alec Hayes
- George Segal : John
- James Brolin : Max Hayes
- Wendell Pierce : Armande
- Osvaldo Ríos : Docteur